# المحارمة

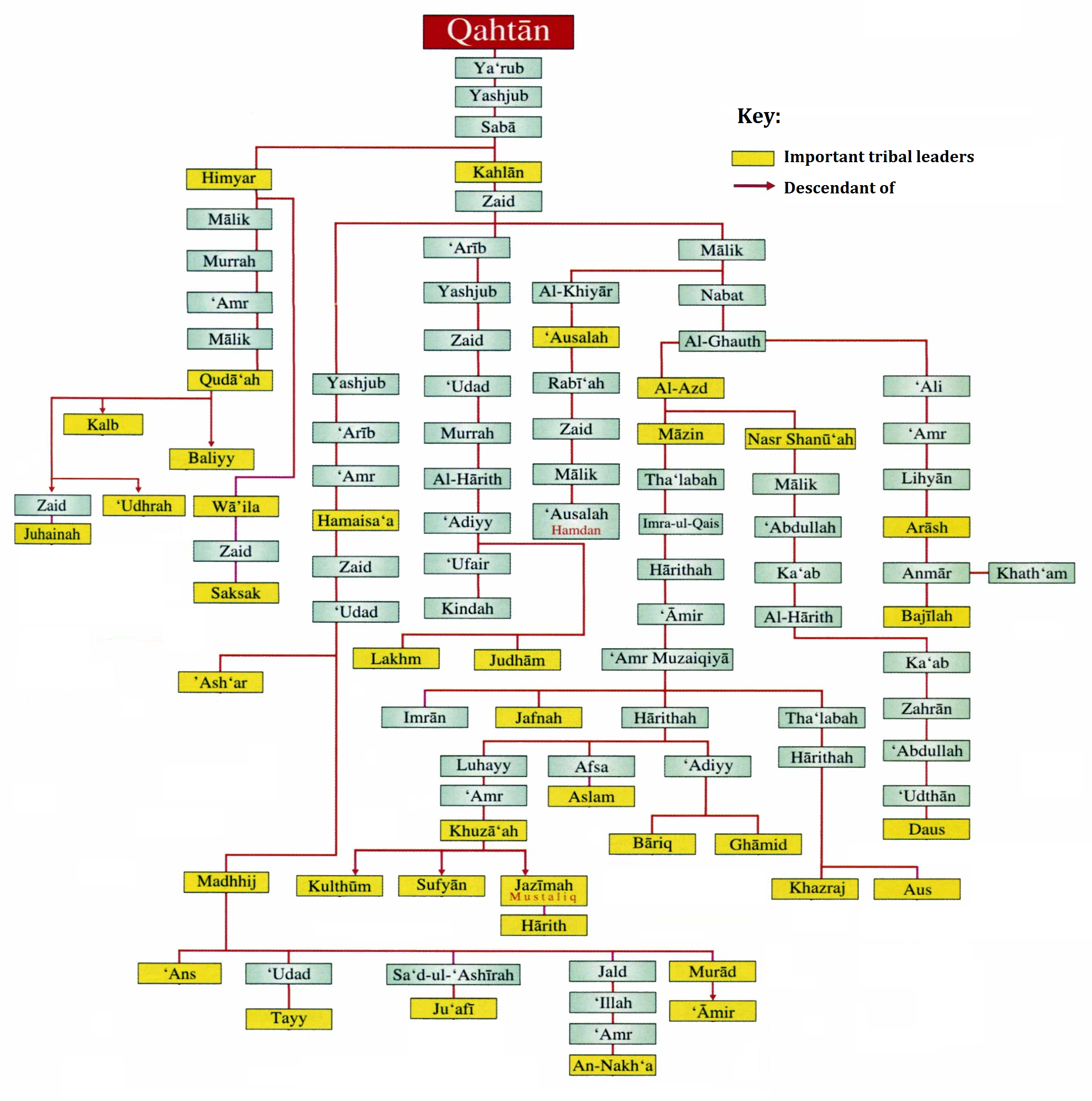
نسب القحطانيين إلى جذام

المحارمة بن جذام بن مرة بن سبأ بن كهلان بن قحطاني ( عربى : مُحَرَّم أو المحرمة) هو نسب عائلة مصرية من أصل عربي.
تنحدر العائلة من محرم بن جذام (عمرو) بن عدي بن الحارث بن مرة بن أدد بن زيد بن يشجب بن عريب بن زيد بن كهلان بن سبأ بن يشجب بن يعرب بن قحطان.
ومن جذام ينحدر بنو هود وبنو مردنيش الذين حكموا الأندلس وبلنسية.
دخل المحارمة مصر لأول مرة مع الفتح العربي لمصر في كانون الأول 639 م مع عمرو بن العاص، بعكس بعض القبائل العربية التي استقرّت في سيناء وشرق مصر قبل مئات السنين من الفتح، واستقروا في قرية كفر على غالي الشرقية، ومنحهم صلاح الدين بعض الأراضي بسبب قتالهم معه، والتي ما زالوا يحتفظون بها حتى اليوم. ويتكون المحارمة اليوم في مصر من خمسة بيوت: سويد، وبعجة، ونثل، ورفاعة، وبردعة؛ ومن هنا جاءت بعض الألقاب المصرية مثل البرادعي.

علم محافظة الشرقية المصرية، الموطن الأول للمحارمة في مصر

وعلى الرغم من أن العائلة استقرت في الشرقية بمصر، إلا أنها انتشرت في نهاية المطاف في أنحاء مصر والشرق الأوسط، وخاصة في الأردن والشام. وكان السبب الرئيس لانتشارهم في مصر هو رفضهم دفع الضرائب في عهد محمد علي حاكم مصر، الذي أمر بهدم منازلهم. وعندما سمعوا أن الجيش يتجه نحو منازلهم، تركوها ولجؤوا إلى المدن المجاورة.
وبعد الحملة عادت بعض بيوت العائلة إلى الشرقية بينما اتخذ البعض الآخر من أماكن أخرى في مصر بيوتًا لهم.